# سيدي عبد الواحد
قرية «سيدي عبد الواحد» تقع شمال شرق ليبيا، وتتبع مركز البيضاء في بلدية الجبل الأخضر، وتفع غرب مدينة البيضاء بحوالي 15 كم، وهي قرية صغيرة الحجم والكثافة السكنية ، يوجد بها ضريح الوالي الصالح سيدي عبد الواحد لذلك سميت باسمه هذه البلدة .

## مواضيع ذات علاقة

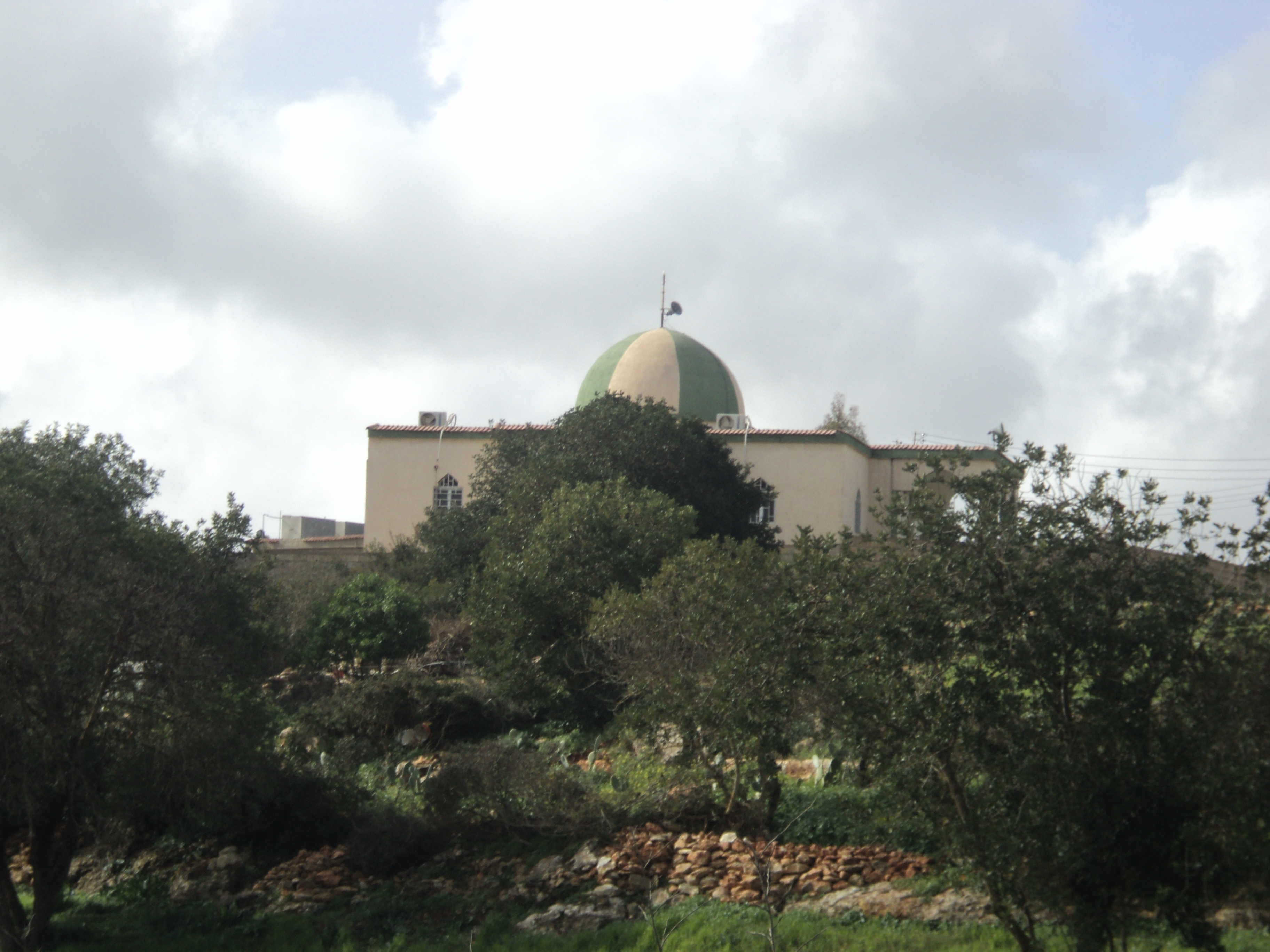

- الجبل الأخضر
- مدينة البيضاء